# Stockholm Open
Lo Stockholm Open è un torneo di tennis maschile facente parte dell'ATP Tour 250 che si svolge a Stoccolma in Svezia tra la fine di ottobre e l'inizio di novembre di ogni anno. Si gioca sui campi in cemento del Kungliga Lawntennisklubben (Regio tennis club), che è anche proprietario del torneo, e il campo principale è quello del palazzo dello sport Kungliga tennishallen. Nel 1975, 1979 e 1980, oltre ai consueti tornei maschili si sono svolti anche i tornei femminili. È stato votato dai tennisti ATP come miglior torneo della categoria ATP Tour 250 nel 2016 e nel 2018.

## Storia
Lo Stockholm Open fu fondato nel 1969 come torneo maschile su iniziativa dell'ex tennista professionista Sven Davidson e fin dalla prima edizione si giocò alla Kungliga tennishallen. L'era Open aveva avuto inizio l'anno precedente e fu il primo torneo dell'era Open a essere giocato indoor. Nel 1970 divenne un evento del circuito Grand Prix nella categoria Super Series, che comprendeva i tornei più importanti dopo quelli del Grande Slam. Nel 1975 furono aggiunti per la prima volta i tornei femminili, nei tre anni successivi i tornei femminili non si svolsero e furono ripristinati nel 1979. La mancanza di tenniste svedesi di vertice influì negativamente sugli incassi e dopo l'edizione del 1980 i tornei femminili furono definitivamente abbandonati.
Subito dopo il ritiro dalle competizioni di Bjorn Borg, emerse un gruppo di giovani talenti svedesi tra i quali Mats Wilander e Stefan Edberg che dominarono la scena mondiale negli anni ottanta. L'entusiasmo del pubblico svedese per il tennis crebbe e nacque l'esigenza di uno stadio più grande. Fu così che nel 1989 il torneo fu giocato alla nuova Globen Arena, un impianto con una capienza molto maggiore della Kungliga tennishallen. Nel 1990 nacque l'ATP Tour che prese il posto del circuito Grand Prix, e lo Stockholm Open rimase tra i 9 tornei di prima fascia che presero il nome "ATP Championships Series Single Week". Con l'improvviso declino dei campioni svedesi di quel periodo, il pubblico locale cominciò a perdere interesse, nel 1994 si tornò a giocare alla Kungliga tennishallen e nel 1995 il torneo fu degradato nelle ATP World Series. Il suo posto tra i tornei ATP di prima fascia fu preso dall'Essen Open.
Il torneo di Stoccolma mantenne parte del suo fascino e nel 2016 e 2018 fu votato dai tennisti ATP come miglior torneo dell'anno della categoria ATP Tour 250, la nuova denominazione delle ATP World Series. L'edizione del 2020 non fu disputata a causa della pandemia di COVID-19.

## Albo d'oro

### Legenda
| ATP Championships Series Single Week                              |
| ATP World Series/ATP International Series/ATP Tour 250 (dal 1995) |
| Grand Prix/WCT (fino al 1989)                                     |

### Singolare maschile
| Anno | Vincitore                             | Finalista                             | Punteggio                             |
| ---- | ------------------------------------- | ------------------------------------- | ------------------------------------- |
| 1969 | Nikola Pilić                          | Ilie Năstase                          | 6–4, 4–6, 6–2                         |
| 1970 | Stan Smith (1)                        | Arthur Ashe                           | 5–7, 6–4, 6–4                         |
| 1971 | Arthur Ashe (1)                       | Jan Kodeš                             | 6–1, 3–6, 6–2, 1–6, 6–4               |
| 1972 | Stan Smith (2)                        | Tom Okker                             | 6–4, 6–3                              |
| 1973 | Tom Gorman                            | Björn Borg                            | 6–3, 4–6, 7–6(5)                      |
| 1974 | Arthur Ashe (2)                       | Tom Okker                             | 6–2, 6–2                              |
| 1975 | Adriano Panatta                       | Jimmy Connors                         | 4-6, 6-3, 7-5                         |
| 1976 | Mark Cox                              | Manuel Orantes                        | 4–6, 7–5, 7–6                         |
| 1977 | Sandy Mayer                           | Raymond Moore                         | 6–2, 6–4                              |
| 1978 | John McEnroe (1)                      | Tim Gullikson                         | 6–2, 6–2                              |
| 1979 | John McEnroe (2)                      | Gene Mayer                            | 6–7, 6–3, 6–3                         |
| 1980 | Björn Borg                            | John McEnroe                          | 6–3, 6–4                              |
| 1981 | Gene Mayer                            | Sandy Mayer                           | 6–4, 6–2                              |
| 1982 | Henri Leconte                         | Mats Wilander                         | 7–6(4), 6–3                           |
| 1983 | Mats Wilander                         | Tomáš Šmíd                            | 6–1, 7–5                              |
| 1984 | John McEnroe (3)                      | Mats Wilander                         | 6–2, 3–6, 6–2                         |
| 1985 | John McEnroe (4)                      | Anders Järryd                         | 6–1, 6–2                              |
| 1986 | Stefan Edberg (1)                     | Mats Wilander                         | 6–2, 6–1, 6–1                         |
| 1987 | Stefan Edberg (2)                     | Jonas Svensson                        | 7–5, 6–2, 4–6, 6–4                    |
| 1988 | Boris Becker (1)                      | Peter Lundgren                        | 6–4, 6–1, 6–1                         |
| 1989 | Ivan Lendl                            | Magnus Gustafsson                     | 7–5, 6–0, 6–3                         |
| 1990 | Boris Becker (2)                      | Stefan Edberg                         | 6–4, 6–0, 6–3                         |
| 1991 | Boris Becker (3)                      | Stefan Edberg                         | 3–6, 6–4, 1–6, 6–2, 6–2               |
| 1992 | Goran Ivanišević                      | Guy Forget                            | 7–6(2), 4–6, 7–6(5), 6–2              |
| 1993 | Michael Stich                         | Goran Ivanišević                      | 4–6, 7–6(6), 7–6(3), 6–2              |
| 1994 | Boris Becker (4)                      | Goran Ivanišević                      | 4–6, 6–4, 6–3, 7–6(4)                 |
| 1995 | Thomas Enqvist (1)                    | Arnaud Boetsch                        | 7–5, 6–4                              |
| 1996 | Thomas Enqvist (2)                    | Todd Martin                           | 7–5, 6–4, 7–6(0)                      |
| 1997 | Jonas Björkman                        | Jan Siemerink                         | 3–6, 7–6(2), 6–2, 6–4                 |
| 1998 | Todd Martin                           | Thomas Johansson                      | 6–3, 6–4, 6–4                         |
| 1999 | Thomas Enqvist (3)                    | Magnus Gustafsson                     | 6–3, 6–4, 6–2                         |
| 2000 | Thomas Johansson (1)                  | Evgenij Kafel'nikov                   | 6–2, 6–4, 6–4                         |
| 2001 | Sjeng Schalken                        | Jarkko Nieminen                       | 3–6, 6–3, 6–3, 4–6, 6–3               |
| 2002 | Paradorn Srichaphan                   | Marcelo Ríos                          | 6(2)–7, 6–0, 6–3, 6–2                 |
| 2003 | Mardy Fish                            | Robin Söderling                       | 7–5, 3–6, 7–6(4)                      |
| 2004 | Thomas Johansson (2)                  | Andre Agassi                          | 3–6, 6–3, 7–6(4)                      |
| 2005 | James Blake (1)                       | Paradorn Srichaphan                   | 6–1, 7–6(6)                           |
| 2006 | James Blake (2)                       | Jarkko Nieminen                       | 6–4, 6–2                              |
| 2007 | Ivo Karlović                          | Thomas Johansson                      | 6–3, 3–6, 6–1                         |
| 2008 | David Nalbandian                      | Robin Söderling                       | 6–2, 5–7, 6–3                         |
| 2009 | Marcos Baghdatis                      | Olivier Rochus                        | 6–1, 7–5                              |
| 2010 | Roger Federer                         | Florian Mayer                         | 6–4, 6–3                              |
| 2011 | Gaël Monfils (1)                      | Jarkko Nieminen                       | 7–5, 3–6, 6–2                         |
| 2012 | Tomáš Berdych (1)                     | Jo-Wilfried Tsonga                    | 4–6, 6–4, 6–4                         |
| 2013 | Grigor Dimitrov                       | David Ferrer                          | 2–6, 6–3, 6–4                         |
| 2014 | Tomáš Berdych (2)                     | Grigor Dimitrov                       | 5–7, 6–4, 6–4                         |
| 2015 | Tomáš Berdych (3)                     | Jack Sock                             | 7–6(1), 6–2                           |
| 2016 | Juan Martín del Potro (1)             | Jack Sock                             | 7–5, 6–1                              |
| 2017 | Juan Martín del Potro (2)             | Grigor Dimitrov                       | 6–4, 6–2                              |
| 2018 | Stefanos Tsitsipas                    | Ernests Gulbis                        | 6–4, 6–4                              |
| 2019 | Denis Shapovalov                      | Filip Krajinović                      | 6–4, 6–4                              |
| 2020 | annullato per pandemia di Coronavirus | annullato per pandemia di Coronavirus | annullato per pandemia di Coronavirus |
| 2021 | Tommy Paul (1)                        | Denis Shapovalov                      | 6–4, 2–6, 6–4                         |
| 2022 | Holger Rune                           | Stefanos Tsitsipas                    | 6–4, 6–4                              |
| 2023 | Gaël Monfils (2)                      | Pavel Kotov                           | 4–6, 7–6(6), 6–3                      |
| 2024 | Tommy Paul (2)                        | Grigor Dimitrov                       | 6–4, 6–3                              |

### Doppio maschile
| Anno | Campione                                       | Finalista                              | Punteggio                             |
| ---- | ---------------------------------------------- | -------------------------------------- | ------------------------------------- |
| 1969 | Roy Emerson Rod Laver                          | Andrés Gimeno Fred Stolle              | 6–4, 6–2                              |
| 1970 | Arthur Ashe Stan Smith (1)                     | Bob Carmichael Owen Davidson           | 6–0, 5–7, 7–5                         |
| 1971 | Stan Smith (2) Tom Gorman                      | Arthur Ashe Bob Lutz                   | 6–4, 6–3                              |
| 1972 | Tom Okker (1) Marty Riessen (1)                | Roy Emerson Colin Dibley               | 6–3, 6–2                              |
| 1973 | Jimmy Connors Ilie Năstase                     | Bob Carmichael Frew McMillan           | 7–6, 7–5                              |
| 1974 | Tom Okker (2) Marty Riessen (2)                | Bob Hewitt Frew McMillan               | 2–6, 6–3, 6–4                         |
| 1975 | Bob Hewitt (1) Frew McMillan (1)               | Charlie Pasarell Roscoe Tanner         | 3–6, 6–3, 6–4                         |
| 1976 | Bob Hewitt (2) Frew McMillan (2)               | Tom Okker Marty Riessen                | 6–4, 4–6, 6–4                         |
| 1977 | Tom Okker (3) Wojciech Fibak (1)               | Brian Gottfried Raúl Ramírez           | 6–3, 6–3                              |
| 1978 | Tom Okker (4) Wojciech Fibak (2)               | Stan Smith Bob Lutz                    | 6–3, 6–2                              |
| 1979 | John McEnroe Peter Fleming                     | Tom Okker Wojciech Fibak               | 6–4, 6–4                              |
| 1980 | Heinz Günthardt Paul McNamee                   | Stan Smith Bob Lutz                    | 6–7, 6–3, 6–2                         |
| 1981 | Kevin Curren (1) Steve Denton                  | Sherwood Stewart Ferdi Taygan          | 6–7, 6–4, 6–0                         |
| 1982 | Jan Gunnarsson Mark Dickson                    | Sherwood Stewart Ferdi Taygan          | 7–6, 6–7, 6–4                         |
| 1983 | Anders Järryd (1) Hans Simonsson               | Johan Kriek Peter Fleming              | 7–6, 7–5                              |
| 1984 | Henri Leconte Tomáš Šmíd                       | Vijay Amritraj Ilie Năstase            | 7–5, 7–5                              |
| 1985 | Guy Forget (1) Andrés Gómez                    | Mike De Palmer Gary Donnelly           | 6–3, 6–4                              |
| 1986 | Sherwood Stewart Kim Warwick                   | Pat Cash Slobodan Živojinović          | 4–6, 6–1, 7–5                         |
| 1987 | Stefan Edberg Anders Järryd (2)                | Jim Grabb Jim Pugh                     | 6–2, 3–6, 6–1                         |
| 1988 | Kevin Curren (2) Jim Grabb                     | Paul Annacone John Fitzgerald          | 7–5, 7–5                              |
| 1989 | Jorge Lozano Todd Witsken                      | Rick Leach Jim Pugh                    | 6–0, 5–7, 6–3                         |
| 1990 | Guy Forget (2) Jakob Hlasek                    | John Fitzgerald Anders Järryd          | 6–2, 6–3                              |
| 1991 | John Fitzgerald Anders Järryd (3)              | Tom Nijssen Cyril Suk                  | 7–5, 6–3                              |
| 1992 | Todd Woodbridge (1) Mark Woodforde (1)         | Steve DeVries David Macpherson         | 6–4, 6–4                              |
| 1993 | Todd Woodbridge (2) Mark Woodforde (2)         | Gary Muller Danie Visser               | 7–6, 5–7, 7–6                         |
| 1994 | Todd Woodbridge (3) Mark Woodforde (3)         | Jan Apell Jonas Björkman               | 6–4, 4–6, 6–3                         |
| 1995 | Jacco Eltingh Paul Haarhuis                    | Grant Connell Patrick Galbraith        | 3–6, 6–2, 7–6                         |
| 1996 | Patrick Galbraith Jonathan Stark               | Todd Martin Chris Woodruff             | 7–6, 6–4                              |
| 1997 | Marc-Kevin Goellner Richey Reneberg            | Ellis Ferreira Patrick Galbraith       | 6–3, 3–6, 7–6                         |
| 1998 | Nicklas Kulti Mikael Tillström                 | Chris Haggard Peter Nyborg             | 7–5, 3–6, 7–5                         |
| 1999 | Piet Norval Kevin Ullyett (1)                  | Jan-Michael Gambill Scott Humphries    | 7–5, 6–3                              |
| 2000 | Mark Knowles Daniel Nestor                     | Petr Pála Pavel Vízner                 | 6–3, 6–2                              |
| 2001 | Donald Johnson Jared Palmer                    | Jonas Björkman Todd Woodbridge         | 6–3, 4–6, 6–3                         |
| 2002 | Wayne Black Kevin Ullyett (2)                  | Wayne Arthurs Paul Hanley              | 6–4, 2–6, 7–6(4)                      |
| 2003 | Jonas Björkman Todd Woodbridge (4)             | Wayne Arthurs Paul Hanley              | 6–3, 6–4                              |
| 2004 | Fernando Verdasco Feliciano López              | Wayne Arthurs Paul Hanley              | 6–4, 6–4                              |
| 2005 | Wayne Arthurs Paul Hanley (1)                  | Leander Paes Nenad Zimonjić            | 5–3, 5–3                              |
| 2006 | Paul Hanley (2) Kevin Ullyett (3)              | Olivier Rochus Kristof Vliegen         | 7–6(2), 6–4                           |
| 2007 | Jonas Björkman (1) Maks Mirny                  | Arnaud Clément Michaël Llodra          | 6–4, 6–4                              |
| 2008 | Jonas Björkman (2) Kevin Ullyett (4)           | Johan Brunström Michael Ryderstedt     | 6–1, 6–3                              |
| 2009 | Bruno Soares Kevin Ullyett (5)                 | Simon Aspelin Paul Hanley              | 6–4, 7–6(4)                           |
| 2010 | Eric Butorac (1) Jean-Julien Rojer (1)         | Johan Brunström Jarkko Nieminen        | 6–3, 6–4                              |
| 2011 | Rohan Bopanna Aisam-ul-Haq Qureshi (1)         | Marcelo Melo Bruno Soares              | 6–1, 6–3                              |
| 2012 | Marcelo Melo Bruno Soares                      | Robert Lindstedt Nenad Zimonjić        | 6(4)–7, 7–5, [10–6]                   |
| 2013 | Aisam-ul-Haq Qureshi (2) Jean-Julien Rojer (2) | Jonas Björkman Robert Lindstedt        | 6–2, 6–2                              |
| 2014 | Eric Butorac (2) Raven Klaasen                 | Treat Conrad Huey Jack Sock            | 6–4, 6–3                              |
| 2015 | Nicholas Monroe Jack Sock                      | Mate Pavić Michael Venus               | 7–5, 6–2                              |
| 2016 | Elias Ymer Mikael Ymer                         | Mate Pavić Michael Venus               | 6–1, 6–1                              |
| 2017 | Oliver Marach Mate Pavić                       | Aisam-ul-Haq Qureshi Jean-Julien Rojer | 3−6, 7−6(6), [10−4]                   |
| 2018 | Luke Bambridge Jonny O'Mara                    | Marcus Daniell Wesley Koolhof          | 7–5, 7–6(8)                           |
| 2019 | Henri Kontinen Édouard Roger-Vasselin          | Mate Pavić Bruno Soares                | 6–4, 6–2                              |
| 2020 | annullato per pandemia di Coronavirus          | annullato per pandemia di Coronavirus  | annullato per pandemia di Coronavirus |
| 2021 | Santiago González Andrés Molteni               | Aisam-ul-Haq Qureshi Jean-Julien Rojer | 6–2, 6–2                              |
| 2022 | Marcelo Arévalo Jean-Julien Rojer (3)          | Lloyd Glasspool Harri Heliövaara       | 6–3, 6–3                              |
| 2023 | Andrej Golubev Denys Molčanov                  | Yuki Bhambri Julian Cash               | 7–6(8), 6–2                           |
| 2024 | Harri Heliövaara Henry Patten                  | Petr Nouza Patrik Rikl                 | 7–5, 6–3                              |

### Singolare femminile
| Anno       | Campione         | Finalista      | Punteggio     |
| ---------- | ---------------- | -------------- | ------------- |
| 1975       | Virginia Wade    | Françoise Dürr | 6–3, 4–6, 7–5 |
| 1976- 1978 | Non disputato    | Non disputato  | Non disputato |
| 1979       | Billie Jean King | Betty Stöve    | 6–3, 6–7, 7–5 |
| 1980       | Hana Mandlíková  | Bettina Bunge  | 6–2, 6–2      |

### Doppio femminile
| Anno       | Campione                       | Finalista                             | Punteggio     |
| ---------- | ------------------------------ | ------------------------------------- | ------------- |
| 1975       | Françoise Dürr Betty Stöve (1) | Evonne Goolagong Cawley Virginia Wade | 6–3, 6–4      |
| 1976- 1978 | Non disputato                  | Non disputato                         | Non disputato |
| 1979       | Betty Stöve (2) Wendy Turnbull | Billie Jean King Ilana Kloss          | 7–5, 7–6      |
| 1980       | Mima Jaušovec Virginia Ruzici  | Hana Mandlíková Betty Stöve           | 6–2, 6–1      |